# Blepharidophyllum
Blepharidophyllum es un género de plantas hepáticas perteneciente a la familia Scapaniaceae. Comprende 4 especies descritas y de estas, solo 3 aceptadas.

## Taxonomía
El género fue descrito por Johan Ångström  y publicado en Öfversigt af Förhandlingar: Kongl. Svenska Vetenskaps-Akademien 30(5): 151. 1873.

## Especies
- Blepharidophyllum clandestinum (Mont.) Grolle
- Blepharidophyllum densifolium (Hook.) Ångström ex C. Massal.
- Blepharidophyllum gottscheanum Grolle